# Claire Fox
Claire Regina Fox, Baronesa Fox de Buckley (nascida em 5 de junho de 1960), é uma escritora, jornalista, conferencista e política britânica que tem assento na Câmara dos Lordes como colega vitalícia não-afiliada. Ela é diretora e fundadora do think tank Academy of Ideas (antigo Institute of Ideas).
Eurocéptica de longa data, ela foi anteriormente membro do Partido Comunista Revolucionário, mas mais tarde começou a identificar-se como libertária. Ela tornou-se uma apoiante registada do Partido Brexit logo após a sua formação e foi eleita eurodeputada nas eleições para o Parlamento Europeu de 2019. Ela foi nomeada para título de nobreza pelo governo conservador liderado por Boris Johnson em 2020, apesar de sua oposição anterior à existência da Câmara dos Lordes.

## Juventude e carreira
Claire Regina Fox nasceu em 1960, filha de John Fox e Maura Cleary, católicos irlandeses. Ela passou seus primeiros anos em Buckley, País de Gales. Depois de frequentar a St Richard Gwyn Catholic High School, em Flint, ela estudou na Universidade de Warwick, onde se formou com um diploma de segunda classe (2:2) em Literatura Inglesa e Americana. Mais tarde, ela obteve um Certificado de Pós-Graduação Profissional em Educação. De 1981 a 1987, foi assistente social de saúde mental. Mais tarde, ela foi professora de Língua e Literatura Inglesa no Thurrock Technical College, de 1987 a 1990, e no West Herts College, de 1992 a 1999.

## Partido Comunista Revolucionário
Claire Regina Fox ingressou no Partido Comunista Revolucionário (RCP) como estudante na Universidade de Warwick. Durante os vinte anos seguintes, ela foi uma das principais ativistas e organizadoras do PCR. Ela se tornou co-editora de sua revista Living Marxism. Quando o Living Marxism foi rebatizado como LM, em 1999, ela organizou sua primeira conferência.
A LM fechou em 2000, depois de ter sido julgada em tribunal por ter acusado falsamente o Independent Television News (ITN) de falsificar provas do genocídio na Bósnia. Em 2018, Claire Regina Fox recusou-se a pedir desculpas por sugerir que as evidências do genocídio eram falsas.
Claire Regina permaneceu com seus ex-membros do RCP, quando o grupo se transformou, no início dos anos 2000, em uma rede em torno da revista web Spiked Online e do Institute of Ideas, ambos baseados nos antigos escritórios do RCP e promovendo o libertarianismo.

## Carreira na mídia
Depois de fundar o Institute of Ideas, Claire Regina Fox tornou-se palestrante convidada no programa The Moral Maze da BBC Radio 4 e apareceu como palestrante no programa político de televisão da BBC One, Question Time. Ela foi criticada no The Guardian por rejeitar o multiculturalismo como divisivo e por suas crenças libertárias na conveniência de um controle governamental mínimo e da liberdade de expressão em todos os contextos.
Em 2015, Claire Regina Fox foi listada como uma das 100 mulheres da BBC. Seu livro, Eu acho isso ofensivo!, foi publicado em 2016.

## Volta à política
Em abril de 2019, Claire Regina Fox tornou-se um apoiador registrado do Partido Brexit. Ela estava na primeira posição na lista do Partido Brexit no círculo eleitoral do Noroeste da Inglaterra, nas eleições para o Parlamento Europeu de 2019. Sua seleção foi criticada pelo pai do estudante assassinado Tim Parry por seu apoio anterior ao Exército Republicano Irlandês Provisório e pela defesa do PCR dos atentados do IRA em Warrington em 1993, que mataram seu filho no distrito eleitoral do Noroeste da Inglaterra. Outra candidata do Partido Brexit, Sally Bate, renunciou, citando a "posição ambígua" de Claire Regina Fox sobre a violência do IRA. Um porta-voz do Partido Brexit comentou as críticas à Claire: “É uma tentativa desesperada de causar problemas”. Claire Regina foi posteriormente eleita para o Parlamento Europeu.
Depois de deixar o cargo de eurodeputada quando o Reino Unido deixou a UE, em 31 de janeiro de 2020, Claire Regina Fox foi nomeada para o título de nobreza, em julho daquele ano. Ela é uma colega não-afiliada. Lord Caine, um conselheiro de longa data do Partido Conservador na Irlanda do Norte, criticou a decisão, tal como o fizeram as vítimas dos ataques terroristas do IRA. Anteriormente, ela alegou ser contra a existência da Câmara dos Lordes e parabenizou os liberais democratas por não assumirem a posição de nobreza em um tweet de 2015. Ela foi nomeada Baronesa Fox de Buckley, em 14 de setembro, e foi apresentada aos Lordes em 8 de outubro de 2020. Em 7 de junho de 2022, Claire Regina Fox reiterou sua posição contra a existência da Câmara dos Lordes e reivindicou sua decisão de aceitar um título de nobreza vitalício como "pragmática", apoiando-se em sua crença de que tal posição forneceria uma "plataforma" para promulgar "mudanças" políticas".
Em 9 de novembro de 2020, falando na Câmara dos Lordes a favor do Projeto de Lei do Mercado Interno, Claire Regina Fox descreveu o direito internacional como "um instrumento supranacional para minar a soberania nacional" e disse que, em vez de infringir a lei, o governo do Reino Unido estava fazendo a lei.
Em 6 de junho de 2022, ela criticou a decisão da Cineworld de cancelar as exibições do filme A Senhora do Céu como um sinal de uma lei extraparlamentar de blasfêmia. Ela comparou isso ao cancelamento da cultura, chamando-o de um desastre para as artes, perigoso para a liberdade de expressão e uma lição para aqueles que não veem uma ameaça nas políticas de identidade.

## Vida pessoal
Claire Regina Fox é irmã mais velha da escritora britânica Fiona Fox e de Gemma Fox. Fiona também contribuiu para o Living Marxism e, mais tarde, tornou-se diretora da organização sem fins lucrativos Science Media Center.